# Unterseeboot U-86 (1916)
Pour les autres navires du même nom, voir Unterseeboot 86.
L'Unterseeboot U-86 est un sous-marin de type U 81 fabriqué au chantier naval Germaniawerft de Kiel pour la marine impériale allemande pendant la Première Guerre mondiale. 
Le 27 juin 1918, sous le commandement du capitaine Helmut Patzig, l'U-86 coula le navire-hôpital canadien HMHS Llandovery Castle au large des côtes irlandaises, en violation du droit international et des ordres permanents de la marine impériale allemande. Lorsque l’équipage a pris place dans les canots de sauvetage, l'U-86 a refait surface, a coulé tous les canots de sauvetage sauf un, et a tiré sur les personnes dans l’eau. Seules les 24 personnes à bord du canot de sauvetage épargné ont survécu. Elles ont été secourues peu après et ont témoigné de ce qui s’était passé. Les 234 autres personnes à bord du Llandovery Castle ont été perdues, dont quatorze sœurs infirmières.

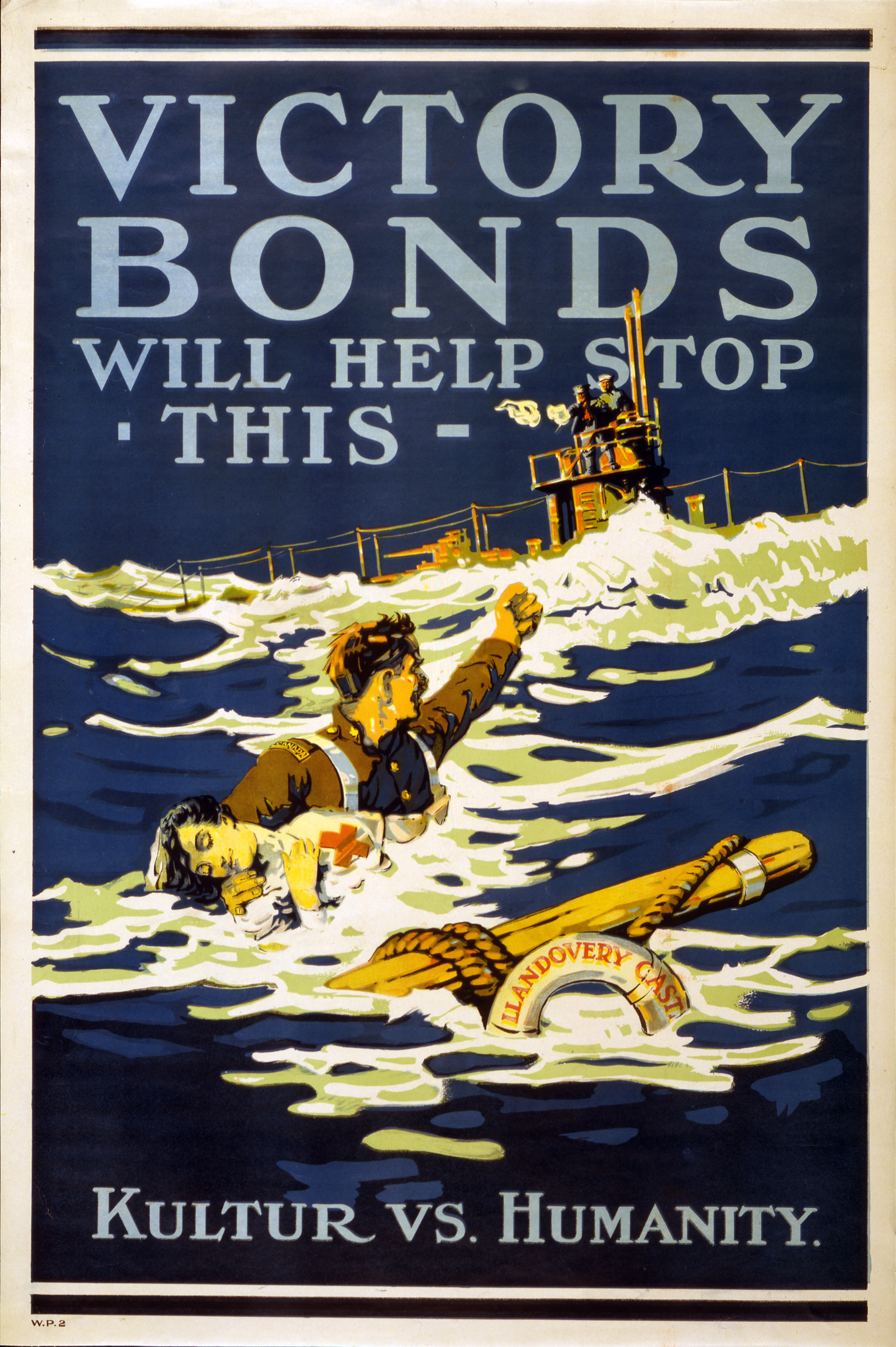
Une affiche de propagande canadienne de 1918 a utilisé le naufrage du Llandovery Castle causé par l'U-86 comme argument pour la vente des obligations de la victoire.

L’USS Covington, l’ancien paquebot de la Hamburg America Line SS Cincinnati, a été torpillé par l'U-86 le 1er juillet 1918 et a coulé le lendemain. Le Covington était le dix-septième plus gros navire coulé ou endommagé par des sous-marins pendant la guerre.
Après la guerre, le capitaine de l'U-86 Helmut Patzig et deux de ses lieutenants sont traduits en justice pour crimes de guerre, mais Patzig s’enfuit dans la ville libre de Dantzig et son procès est interrompu le 20 mars 1931 en vertu des lois d’amnistie. Les lieutenants Ludwig Dithmar et Johan Boldt ont été condamnés à quatre ans de prison, mais libérés après quatre mois.

## Conception
Les sous-marins de type U 81 ont été précédés par les sous-marins de type UE I, plus courts. L'U-84 avait un déplacement de 808 tonnes en surface et de 946 tonnes en immersion. Le navire avait une longueur hors tout de 70,06 m, et 55,55 m pour la coque sous pression, un maître-bau de 6,30 m, une hauteur de 8 m et un tirant d'eau de 4,02 m. Le sous-marin était propulsé par deux moteurs de 2400 ch (1800 kW) en surface et deux moteurs de 1200 ch (880 kW) en immersion. Il avait deux arbres d'hélice. Il était capable d’opérer à des profondeurs allant jusqu’à 50 mètres.
Le sous-marin avait une vitesse maximale de 16,8 nœuds (31,1 km/h) en surface et de 9,1 nœuds (16,9 km/h) en immersion. Il pouvait parcourir 11220 milles marins (20780 km) à 8 nœuds (15 km/h) en surface, et 56 milles marins (104 km) à 5 nœuds (9,3 km/h) en immersion. L'U-86 était armé de quatre tubes lance-torpilles de 50 centimètres, un à bâbord et un à tribord à chaque extrémité, de douze à seize torpilles et d’un canon de pont de 10,5 cm SK L/45. Il avait un équipage de trente-cinq hommes : trente et un matelots et quatre officiers.

## Destin
L'U-86 est livré aux Alliés à Harwich le 21 novembre 1918, conformément aux exigences de l’armistice avec l’Allemagne. Il est exposé à Bristol en décembre 1918, avec l'UC-92. Les visiteurs pouvaient payer pour monter à bord, les recettes allant à des œuvres de charité. Le navire est ensuite amarré à Portsmouth jusqu’à son sabordage dans la Manche, le 30 juin 1921

## Affectations
- Flottille IV : du 21 février 1917 au 11 novembre 1918.

## Commandants
- Kapitänleutnant Friedrich Crüsemann[6] : du 30 novembre 1916 au 22 juin 1917.
- Kapitänleutnant Alfred Götze[7] : du 23 juin 1917 au 25 janvier 1918.
- Oberleutnant zur See Helmut Patzig[8] : du 26 janvier au 11 novembre 1918.

## Navires coulés
| Date             | Nom                      | Nationalité              | Tonnage | Destin.   |
| ---------------- | ------------------------ | ------------------------ | ------- | --------- |
| 23 mars 1917     | Queenborough             | Royaume-Uni              | 165     | Coulé     |
| 5 avril 1917     | Dunkerquoise             | France                   | 127     | Coulé     |
| 5 avril 1917     | Marie Céline             | France                   | 142     | Coulé     |
| 5 avril 1917     | Siberier                 | Belgique                 | 2968    | Coulé     |
| 6 avril 1917     | Rosalind                 | Royaume-Uni              | 6535    | Coulé     |
| 18 avril 1917    | Atalanta                 | Suède                    | 1091    | Coulé     |
| 28 mai 1917      | Antinoe                  | Royaume-Uni              | 2396    | Coulé     |
| 28 mai 1917      | Limerick                 | Royaume-Uni              | 6827    | Coulé     |
| 29 mai 1917      | Oswego                   | Royaume-Uni              | 5793    | Coulé     |
| 31 mai 1917      | N. Hadzikyriakos         | Grèce                    | 3533    | Coulé     |
| 2 juillet 1917   | Bessie                   | Suède                    | 66      | Coulé     |
| 10 août 1917     | Capella I                | Norvège                  | 3990    | Coulé     |
| 13 août 1917     | Turakina                 | Royaume-Uni              | 9920    | Coulé     |
| 15 décembre 1917 | Baron Léopold Davilliers | Marine nationale         | 163     | Endommagé |
| 20 décembre 1917 | Polvarth                 | Royaume-Uni              | 3146    | Coulé     |
| 14 février 1918  | Bessie Stephens          | Royaume-Uni              | 119     | Coulé     |
| 17 février 1918  | Pinewood                 | Royaume-Uni              | 2219    | Coulé     |
| 19 février 1918  | Wheatflower              | Royaume-Uni              | 188     | Coulé     |
| 20 février 1918  | Djerv                    | Royaume-Uni              | 1527    | Coulé     |
| 23 février 1918  | Ulabrand                 | Norvège                  | 2011    | Coulé     |
| 30 avril 1918    | Kafue                    | Royaume-Uni              | 6044    | Coulé     |
| 30 avril 1918    | Kempock                  | Royaume-Uni              | 255     | Coulé     |
| 2 mai 1918       | Medora                   | Royaume-Uni              | 5135    | Coulé     |
| 5 mai 1918       | Tommi                    | Royaume-Uni              | 138     | Coulé     |
| 6 mai 1918       | Leeds City               | Royaume-Uni              | 4298    | Coulé     |
| 11 mai 1918      | San Andres               | Norvège                  | 1656    | Coulé     |
| 12 mai 1918      | Inniscarra               | Royaume-Uni              | 1412    | Coulé     |
| 16 mai 1918      | Tartary                  | Royaume-Uni              | 4181    | Coulé     |
| 22 mai 1918      | Meran                    | Norvège                  | 656     | Coulé     |
| 21 juin 1918     | Eglantine                | Norvège                  | 339     | Coulé     |
| 26 juin 1918     | Atlantian                | Royaume-Uni              | 9399    | Coulé     |
| 27 juin 1918     | Llandovery Castle        | Marine royale canadienne | 11423   | Coulé     |
| 1 juillet 1918   | USS Covington            | US Navy                  | 16339   | Coulé     |
| 1 juillet 1918   | Origen                   | Royaume-Uni              | 3545    | Coulé     |